# Mediální pokrytí války v Pásmu Gazy
Mediální pokrytí válečného konfliktu v Pásmu Gazy se od počátku věnovala celá škála médií od tradičních mediálních domů až po osobní účty na sociálních sítích jako jsou Facebook, Instagram, Telegram, TikTok, X a další. Součástí pokrytí jsou nejen nestranné informace, ale i šíření zavádějících informací, propagandy a hoaxů či fake news. Zatímco účty Hamásu byly na většině sociálních sítí zablokovány, významnou pozornost si získali tvůrci obsahu žijící přímo v Gaze a dokumentující svou osobní zkušenost s konfliktem.
Vlády Izraele a Egypta již na začátku války zakázaly zahraničním novinářům vstup do Pásma Gazy, čímž podle kritiků zamezily možnosti nezávislého ověřování informací. Zahraniční novináři napsali během války řadu otevřených dopisů. Například v únoru 2024 55 novinářů podepsalo otevřený dopis, který vlády vyzval k otevření hranic pro novináře. V červenci 2024 70 mediálních organizací (včetně Associated Press, Agence France-Presse, BBC, CNN, The Guardian, The New York Times a The Washington Post) napsalo představitelům Izraele otevřený dopis, ve kterém žádalo o zpřístupnění Pásma Gazy pro novináře. Již v lednu 2024 Nejvyšší soud Izraele dal zapravdu izrelskému ministerstvu obrany s tím, že vpuštění zahraničních novinářů do Pásma Gazy je z bezpečnostního hlediska v rámci jejich ochrany příliš riskantní. Během války bylo několik zahraničních novinářů vpuštěno do Pásma Gazy, nicméně byli pod neustálým dohledem izraelské armády a byly jim ukázány jen vybrané lokality. Podle kritiků izraelský zákaz vedl k šíření hoaxů, misinformací a dezinformací.
Během války byl také velmi aktivní izraelský vojenský cenzor. V době války bylo reportováno, že například americká CNN veškeré své články o konfliktu konzultovala s izraelskou armádou. Novinářům byl do Pásma Gazy zakázán přístup. Ti, kteří získali povolení do pásma vstoupit, byli pod přísným doprovodem a dohledem vojáků. Současně byl kontrolován materiál, který pořídili.
V dubnu 2024 izraelský parlament schválil zákon umožňující zakázání zahraničních médií v případě, že budou vyhodnocena jako riziko pro bezpečnostní situaci v Izraeli. V květnu se izraelská vláda shodla na zákazu televizní stanice Al-Džazíra. V květnu 2024 izraelské úřady zabavily vybavení redakce americké agentury Associated Press. K zabavení kamer a zařízení k přenosu přistoupily poté, co agentura neuposlechla výzvu k zastavení živého vysílání z Pásma Gazy. Následně Izrael uvedl, že důvodem zabavení techniky bylo porušení nového mediálního zákona, jelikož agentura AP měla prodávat fotky mj. Al-Džazíře, kterou Izrael zakázal.
V srpnu 2024 americký Národní svaz spisovatelů a novinářů vydal zprávu s názvem Červené linie: Odveta v mediálním průmyslu během konfliktu v Gaze. V ní bylo popsáno 44 případů z období mezi říjnem 2023 a únorem 2024, během kterých došlo k neodůvodněnému potrestání zhruba sta novinářů za to, že podle vedení byli „propalestinští nebo protiizraelští“. Většina z potrestaných novinářů měla původ na Blízkém Východě nebo v severní Africe.

## Sociální sítě
Již na začátku konfliktu byly sociální sítě zaplaveny zprávami z počínajícího konfliktu. Hashtagy #Palestine a #Israel nasbírali v aplikaci TikTok k 10. říjnu 2023 více než 27,8, respektive 23 miliard zhlédnutí. Podle výzkumu společnosti Humanz bylo k 11. listopadu 2023 na Instagramu a TikToku zveřejněno 7,39 miliardy příspěvků s proizraelskými hashtagy a 109,61 miliard příspěvků s propalestinskými hashtagy, přičemž se výzkum zaměřil jak na proizraelské hashtagy (#prayforisrael, #hamaisisis a #bringthemback), tak na propalestinské hashtagy (#freepalestine, #israelicrimes a #gazaunderattack). Koncem prosince 2023 obvinila organizace Human Rights Watch (HRW) společnost Meta, vlastníka Facebooku a Instagramu ze systematické cenzury propalestinského obsahu. Od října do listopadu HRW zaznamenala 1050 případů potlačování propalestinských příspěvků na Facebooku a Instagramu, přičemž 1049 příspěvků bylo tzv. mírového obsahu, zaznamenán byl i 1 případ potlačení proizraelského příspěvku. Způsoby, které společnost Meta používá sahají od mazání, přes potlačování možnosti komentovat či lajkovat příspěvky, tzv. snižování viditelnosti až po blokování uživatelů. Podle HRW je... cenzura obsahu souvisejícího s Palestinou na Instagramu a Facebooku systémová a globální. Z cenzurovaní propalestinského obsahu obvinil v žalobě společnost Meta i americko-palestinský inženýr a bývalý zaměstnanec společnosti Meta Ferras Hamad, propuštěný v únoru 2023. Začátkem listopadu 2023 informovala Al Džazíra, že sociální platforma Telegram omezila přístup k několika kanálům spojeným s palestinskou ozbrojenou skupinou Hamás. Telegram je známý tím, že postrádá politiku moderování a svými umírněnými předpisy umožňuje, aby ho Hamás využíval ke své propagaci, včetně sdílení prohlášení či násilných videí.
Na izraelské straně straně jsou sociální média využívána k získání podpory pro vojenské akce.

## Média

### Spojené státy americké
Podle americko-jordánského novináře Ramiho George Khouriho existují ve Spojených státech tři typy médií: 1) Mainstreamová média, která neustále ztrácí reklamu a publikum a která široce odrážejí názory americké a izraelské vlády; 2) Nezávislá a progresivní média, která zpochybňují názory hlavního proudu, ale bojují o finanční přežití; a 3) kaleidoskopický svět sociálních médií, který dominuje mladému publiku do 30 let. Lidé, kteří získávají zprávy především z mainstreamové televize a kabelových kanálů, „více podporují izraelské válečné úsilí, méně si pravděpodobně myslí, že Izrael páchá válečné zločiny“, napsal Ryan Grim, novinář v internetových novinách The Intercept. Ale Američané, kteří spoléhají na sociální média, podcasty a YouTube, jsou více na straně Palestinců.
V lednu 2024 vydal The Intercept analýzu, ve které uvedl, že americká média New York Times, Washington Post a Los Angeles Times jsou předpojatá vůči Palestincům. Jazyk u obětí z řad Izraelců byl emotivnější, přičemž o izraelských obětech se psalo častěji oproti palestinským. Současně noviny psaly častěji o projevech antisemitismu v USA během války než o projevech islamofobie. Média informovala o konfliktu vesměs jednostranně, byla zaujatá protipalestinsky a preferovala izraelský pohled na válku. Přestože podle úřadů v Pásmu Gazy (ovládaných Hamásem), jejichž údaje jsou dlouhodobě považovány za spolehlivé, bylo ve válce zabito více než 10 000 palestinských dětí v Gaze, tak pouze dva titulky z více než 1100 novinových článků ve studii zmiňují slovo „děti“ v souvislosti s dětmi z Gazy.

#### Associated Press
V únoru 2024 byla u amerického soudu podána žaloba o náhradu škody proti společenosti Associated Press za to, že věděla, že její externí spolupracovník Hassan Eslaiah a další tři reportéři se účastnili útoku na Izrael 7. října 2023 a věděli o něm předem i díky své příslušnosti k Hamásu. AP žalobu označila za... nepodloženou. Podle zveřejněné interní komunikace ale AP věděla o jeho blízkém vztahu k Hamásu. V listopadu 2023 s ním ukončila spolupráci a jeho snímky odstranila z nabídky.
21. května 2024 odstranil Izrael stacionární kameru společnosti Associated Press. Kamera přenášela on-line video z Pásma Gazy. Odstranění kamery izraelské úřady zdůvodnily tím, že Associated Press toto video poskytuje i stanici Al Džazíra, což izraelské zákony zakazují. Po mezinárodní kritice izraelské úřady vrátily kameru 22. května zpět.

#### CNN
Americká televizní stanice CNN čelila kritice svých vlastních zaměstnanců kvůli redakční politice, která podle nich vedla k nekritickému přejímání izraelské propagandy a cenzuře palestinských perspektiv ve zpravodajství o válce v Gaze.

#### Los Angeles Times
V listopadu 2023 celkem 36 z 38 členů redakce Los Angeles Times podepsalo novinářské protestní prohlášení ve znění: „Odsuzujeme izraelské zabíjení novinářů v Gaze a naléháme na integritu při zpravodajství západních médií o izraelských zvěrstvech vůči Palestincům“. Prohlášení podepsalo kolem 600 novinářů. Vedení Los Angeles Times je následně suspendovalo z psaní o konfliktu na tři měsíce.

#### MSNBC
24. února 2025 byla stanicí MSNBC propuštěna politická komentátorka a moderátorka zpráv Joy Reidová za své protiizraelské postoje. Reidová proslula v minulosti zejména svými výroky, že Židé by měli být přestěhováni do kolonií v Evropě, či že za útoky z 11. září může Izrael. Za ten se později omluvila. Po Aymanu Mohyeldinovi, který byl znám kritikou Bidenovy administrativy za dvojí metr vůči Izraeli je druhým komentátorem, který byl z MSNBC vyhozen.

#### The New York Times
V říjnu 2024 vyšla v názorové rubrice deníku The New York Times investigativní reportáž popisující svědectví šedesáti dobrovolných amerických lékařů a členů zdravotnického personálu, kteří působili v Pásmu Gazy během války Izraele s Hamásem. Z nich 44 mimo jiného vypovědělo, že se setkalo s opakujícími se případy dětských obětí, které byly střeleny do hlavy. Článek byl doprovázen rentgenovými snímky. Po jeho zveřejnění se začaly objevovat názory, že snímky nejsou autentické a některá média tyto zpochybňující názory publikovala. V Česku to byly třeba Novinky.cz, které psaly o názorech vybraných expertů publikovaných zejména na sociálních sítích a snímek také konzultovaly s anonymním lékařem, jenž podle redakce sloužil v zahraničních misích, a který vysvětlil, proč snímky mohou působit dojmem, že je někdo upravoval. V článku ale chybí dřívější prohlášení šéfredaktorky názorové rubriky NYT Kathleen Kingsbury, která se za reportáž postavila a upozornila, že uvedená data byla redakci doložena důkazním materiálem. Reportáž a její následující zpochybňování znovu otevřelo diskusi na téma doprovodných fotografií a obrázků u novinových článků. O tom, jaké autenticity mohou takové obrázky dosáhnout v digitální době při existenci nástrojů fotoeditorů a umělé inteligence. A jak je čtenáři vnímají, a jakou důvěru v ně jsou schopni dát.
Podle studie Edieala Pinkera, profesora a zástupce děkana na Yale School of Management zpravodajství deníku New York Times o válce v Gaze bagatelizovalo izraelské ztráty vzniklé po invazi Hamásu do Izraele 7. října 2023 a minimalizovalo roli palestinského násilí. Podle Pinkera... Hamás provedl brutální útok na Izraelce, většinou civilisty, ale že po tomto útoku byl Izrael uváděn jako jediný agresor a nesl za válku jen malou cenu, kromě klesající mezinárodní podpory. Zpravodajství se po útoku Hamásu místo toho zaměřilo na utrpení Palestinců a vykreslilo Palestince jako... pasivní oběti, jejichž utrpení roste každým dnem. Rozsáhlé zpravodajství se věnovalo izraelskému násilí, ale méně se zmiňovalo o izraelských rukojmích, obětech Hamásu, palestinském násilí, izraelských obětech po útoku Hamásu a izraelském utrpení, které nebylo přímo spojeno se 7. říjnem. Studie uvádí, že se nesnaží prokázat zaujatost ve zpravodajství, protože zaujatost je statisticky obtížné určit a důkazy o redakční zaujatosti by musely vzít v úvahu záměr novinářů. Izrael je také relativně otevřený novinářům, na rozdíl od Gazy, kde autoritářští vládci Hamásu potlačují disent a zpravodajství. Podle studie... různé úrovně přístupu ovlivňují pokrytí a mohou vytvořit neúmyslnou zaujatost.

### Spojené království

#### BBC
V říjnu 2023 britská veřejnoprávní zpravodajská síť BBC obhajovala své dlouholeté rozhodnutí nepoužívat u Hamásu termín „teroristické hnutí“. Podle šéfa zahraniční redakce BBC News Johna Simpsona je termín „teroristické“ zatížené hodnotícím soudem, kdy takto někdo označuje někoho, s kým morálně nesouhlasí. Použití v médiích pak rovnou ukazuje, která strana konfliktu je dobrá a která špatná. A to podle Simpsona není úkolem médií. BBC proto označuje Hamás „jako organizaci, kterou například britská vláda označuje za teroristickou“. Tento přístup BBC byl medializován a kritizoval ho například bývalý konzervativní premiér David Cameron.
Dne 23. listopadu 2023 osm britských novinářů zaměstnaných BBC napsalo Al-Džazíře, aby vyjádřili své znepokojení nad dvojím standardem zpravodajství BBC o válce mezi Izraelem a Hamásem, což porovnali s „neochvějným“ zpravodajstvím o ruských válečných zločinech na Ukrajině. Novináři obvinili mediální korporaci, že opomíjí historický kontext a investuje do polidšťování izraelských obětí, zatímco selhává v polidšťování palestinských obětí. Labouristický poslanec Jeremy Corbyn kritizoval BBC za to, že neodvysílala soudní prezentaci Jihoafrické republiky během obvinění Izraele z genocidy, ale následující den odvysílala obhajobu Izraele.
Podle analýzy nezávislé mediální platformy openDemocracy z ledna 2024 bylo zpravodajství BBC předpojaté vůči Palestincům ohledně toho, jak se psalo o jejich úmrtí. Izraelským obětím měl být dán mnohem větší mediální prostor než palestinským. Stejně tak byl odlišný používaný jazyk při komentování izraelských a palestinských obětí. Analýza monitorovala zpravodajství stanice BBC One mezi říjnem a listopadem 2023.
BBC se 9. ledna 2024 omluvila za rozhlasovou zprávu, ve které 24. prosince 2023 obvinila IOS z poprav 137 palestinských civilistů. BBC ve svém prohlášení uvedla, že vycházela z článku agentury AFP z 23. prosince, který zveřejnil prohlášení Hamásu o popravách civilistů s tím, že zprávu není možné nezávisle ověřit. ... nevyvinuli jsme dostatečné úsilí, abychom hledali potvrzující důkazy, které by potvrdily tvrzení Hamásu. Za tuto chybu se omlouváme, napsala BBC ve svém prohlášení. Již před tím se BBC omluvila za tvrzení, že se... izraelští vojáci v nemocnici Al Šifá zaměřovali na lidi, včetně lékařských týmů a arabsky mluvících lidí. Ve skutečnosti zpráva Reuters tvrdila, že izraelské speciální jednotky jsou doprovázeny... lékařskými týmy a arabsky mluvícími vojáky, kteří jsou na místě, aby zajistili, aby se lékařské zásoby dostaly k těm, kteří to potřebují. BBC se také omlouvala za nepodložené a později vyvrácené tvrzení, že za raketový zásah nemocnice Al Alí v Gaze je zodpovědná izraelská armáda.
Bývalý šéf televizního vysílání BBC Danny Cohen obvinil tuto stanici z nehorázné protiizraelské zaujatosti, zejména v jejích arabskojazyčných pobočkách, kdy někteří reportéři údajně používají stejný jazyk, jaký používají mluvčí palestinské teroristické skupiny Hamás. Od 7. října 2023 byla BBC nucena vydat asi 80 oprav svého zpravodajství. BBC byla dokonce nucena odstranit jednu epizodu arabského programu BBC Trending, ve které došlo ke zpochybňování vraždění Hamásu v Izraeli.
Podle zprávy ze září 2024, která popisovala právní analýzu zpravodajství BBC, se mělo BBC během války více než 1500krát dopustit porušení vlastních doporučení při psaní o konfliktu mezi Izraelem a Hamásem. Izrael měl být například čtrnáctkrát častěji spojován s genocidou než Hamás. Nejvíce problematické mělo být zpravodajství kanálu BBC Arabic. BBC uvedlo, že s analýzou pracuje, nicméně má výhrady ke zvolené metodologii. Analýzu vedl britsko-izraelský právník Trevor Asserson, který již v roce 2000 spustil projekt BBCWatch, ve kterém monitoroval zpravodajství BBC o Blízkém východě. BBCWatch v nultých letech 21. století pravidelně publikovalo zprávy o předpojatosti BBC vůči Izraeli.
V listopadu 2024 The Independent publikoval otevřený dopis 230 novinářů a jiných osobností z médií, kteří uvedli, že BBC je zaujatá ve prospěch Izraele. Pod dopisem bylo podepsáno také 101 zaměstnanců BBC. Podle nich BBC porušovala vlastní standardy férovosti, nestrannosti a přesnosti při vysílání zpravodajství.
BBC byla nucena stáhnout z nabídky iPlayeru dokument Gaza: How to Survive a Warzone (Gaza: Jak přežít ve válečné zóně). Důvodem bylo zjištění, že dětským vypravěčem příběhu je třináctiletý syn bývalého vládního úředníka Hamásu. Podle kritiků... tento dokument papouškuje propagandu Hamásu. Podle zastánců naopak... je neochvějným a živým pohledem na život ve válečné zóně. Cílem kritiky se stal také nepřesný a podle některých kritiků zavádějící překlad, kdy například výrazy Židé byly nahrazeny výrazem izraelská armáda, čímž BBC podle kritiků kryla antisemitismus. Produkční společnost Hoyo Films přiznala, že o těchto problematických věcech BBC nic nesdělila. Podle Mezinárodního centra spravedlnosti pro Palestince, které podalo formální stížnost na BBC za to, že dokument stáhla, tím BBC... potlačila svědectví Palestinců. Ke kritice stažení se přidala např. i organizace Artists for Palestine, která zveřejnila dopis podepsaný 500 mediálními osobnostmi, ve kterém je kritika dokumentu označována za... rasistickou a dehumanizující kampaň. Podle prohlášení The Times z 1. března 2025 může být BBC vyšetřována britskou Metropolitní policií za finanční podporu Hamásu, neboť rodičům chlapce, který v dokumentu vystupoval vyplatila několik stovek liber honoráře.
V důsledku vnitřního vyšetřování kolem produkce dokumentu Gaza: How to Survive a Warzone stanice BBC odložila vydání dalšího dokumentu s názvem Gaza: Medics Under Fire (Gaza: Zdravotníci pod palbou). Kvůli obvinění z cenzury byl BBC následně zaslán otevřený dopis od 600 osobností filmového a kulturního průmyslu. Autoři dopisu uváděli, že dokument o zdravotnících v Pásmu Gazy splnil všechny podmínky kontroly fakticity. V červnu 2025 se BBC rozhodla, že dokument neodvysílá.

#### The Guardian
Dne 19. října 2023 vedení The Guardian oznámilo propuštění redakčního karikaturisty Steva Bella, který do novin přispíval od roku 1983 poté, co vytvořil karikaturu izraelského premiéra Benjamina Netanjahua, jak drží skalpel a připravuje se na řez ve tvaru Pásma Gazy ve svém břichu. Zatímco Bell tvrdil, že se inspiroval podobnou karikaturou amerického prezidenta Lyndona Johnsona během války ve Vietnamu, uvedl, že byl obviněn z antisemitismu za údajné odkazování na „libru masa“, kterou požadovala židovská postava Shylock ve hře Williama Shakespeara Kupec benátský.

### Austrálie
V listopadu 2023 desítky novinářů podepsaly otevřený dopis, který byl adresován australským mediálním domům. Cílem dopisu bylo upozornit na to, že Izrael je také stranou konfliktu a že informace izraelské vlády a armády je potřeba ověřovat. V dopisu bylo například uvedeno: „Účastníkem tohoto konfliktu je také izraelská vláda. S rostoucím počtem důkazů o páchání válečných zločinů a zdokumentovanou historii sdílení dezinformací by verze událostí sdělované izraelskou vládou nikdy neměly být publikovány doslovně bez uvedení kontextu nebo ověření faktů.“
Australská novinářka libanonského původu Antoinette Lattouf byla v lednu 2024 vyhozena z veřejnoprávní stanice Australian Broadcasting Corporation za to, že na svém profilu na sociálních sítích sdílela zprávu neziskové organizace Human Rights Watch o tom, že Izrael používá ve válce hlad jako zbraň. Za novinářku se postavili i její kolegové, kteří hrozili stávkou. Podle zprávy Sydney Morning Herald stála za vyhozením Lattouf proizraelská lobbyistická organizace Lawyers for Israel. Podmínky propuštění následně prošetřovala komise zabývající se pracovním právem, která v červnu 2024 uvedla, že Lattouf byla propuštěna neoprávněně. Lattouf následně stanici ABC zažalovala.

### Katar

#### Al-Džazíra
17. října 2023 schválila izraelská vláda schválila předpisy, které jí umožní dočasně uzavřít zahraniční zpravodajské kanály během současného výjimečného stavu kvůli válce s Hamásem, pokud se domnívá, že tento kanál poškozuje národní bezpečnost, přičemž by se tato omezení měla v týkat hlavně katarského zpravodajského kanálu Al Džazíra.  V pondělí 1. dubna 2024 schválil Knesset zákon, který dává vládě pravomoci uzavřít zahraniční zpravodajské sítě považované za hrozbu pro národní bezpečnost na dobu 45 dnů ( takzvaný zákon o Al-Džazíře). Řada států, včetně USA vyjádřily znepokojení z přijetí podobného zákona, jenž umožňuje omezení svobody slova.Poté, co izraelská vláda rozhodla o ukončení provozu izraelské pobočky Al Džazíry, provedla izraelská policie 5. května 2024 razii v hotelovém pokoji v Jeruzalémě, který Al Džazíra používala jako svou kancelář. Při razii bylo zabaveno vysílací zařízení Al-Džazíry a byly zablokovány i její internetové stránky.  Al Džazíra ve svém prohlášení nazvala tento akt kriminálním činem... v rozporu s mezinárodním a humanitárním právem. 13. června 2024 prodloužil okresní soud v Tel Avivu zákaz činnosti stanice Al Džazíra na izraelském území o dalších 6 měsíců.12. září 2024 Izrael oznámil, že odebral novinářské akreditace novinářům Al-Džazíry pracujícím v Izraeli.  22. září 2024 informovala Al Džazíra, že izraelské jednotky provedly razii v kanceláři Al Džazíry v Ramaláhu na Západním břehu Jordánu a vydaly příkaz k uzavření pobočky na 45 dní.
1. ledna 2025 Palestinská samospráva dočasně pozastavila vysílání katarské televize Al-Džazíra na palestinských územích. Důvodem je podle PS... vysílání materiálu a zpráv, které klamou a vyvolávají nepokoje. Toto nařízení ale nebylo realizováno v Pásmu Gazy, kde je u moci Hamás.
23. října 2023 zveřejnily IOS dokumenty získané v Pásmu Gazy, podle kterých tvrdily, že 6 aktivních reportérů Al-Džazíry jsou operativci Hamásu a Palestinského islámského džihádu.
24. března 2024 odvysílala Al Džazíra video, ve kterém Palestinka Džamila al-Hissi tvrdila, že po dobu 6 dnů izraelští vojáci v nemocnici Al Šífá... znásilňovali ženy, unášeli je, popravovali je a vytahovali mrtvá těla zpod trosek, aby na ně potom vypustili své psy. Následné vyšetřování Hamásu ukázalo, že žena si tvrzení vymyslela, aby... vzbudila v národě zápal a bratrství. Al Džazíra následně video odstranila, zpráva na serveru stanice ale zůstala.
28. ledna 2025 se na X objevilo nesestříhané video Al Džazíry, na kterém reportér této stanice ukončil rozhovor s palestinským mužem poté, co dotazovaný začal kritizovat Hamás. 
List Palestine News Network otiskl 7. ledna 2025 názory některých arabských mediálních expertů na Al Džazíru. Experti se shodli, že na jedné straně reportážní týmy Al Džazíry vykonávají v Gaze výbornou práci, problémem je redakční postoj, který jeden z nich nazval... předem stanoveným politickým programem. Další vyjádřil názor, že Al Džazíra je... aktivní hráč při prosazování agendy Muslimského bratrstva a obvinil Al Džazíru z rozdělování palestinského hnutí prosazováním jedné frakce proti druhé. Další experti obvinili Al Džazíru z ignorování palestinských zákonů a institucí, používání obrázků vytvořených umělou inteligencí k zobrazení palestinských bezpečnostních sil v negativním světle a používání dramatizovaných scén, které naznačují záměrnou strategii k poškození palestinské samosprávy, Fatahu a dalších frakcí pod záštitou Organizace pro osvobození Palestiny (OOP). Zároveň ale konstatovali, že uzavření pobočky ze strany palestinských úřadů je neopodstatněné.
V listopadu 2023 se na X objevilo video saúdského podnikatele a online aktivisty Monther Al Šejka Mubaraka, ve kterém reportér Al Džazíry ukončil rozhovor s obyvatelem Gazy, který začal kritizovat Hamás.

## Wikipedie
Na základě hlasování editorů Wikipedie byla Anti-Defamation League (ADL) prohlášená za obecně nevěrohodný zdroj v izraelsko-palestinském konfliktu a bude přidána na seznam zakázaných a částečně zakázaných zdrojů. ADL, která působí v oblasti monitorování projevů antisemitismu je editory Wikipedie obviňována z toho, že... organizace podkopala svou důvěryhodnost tím, že změnila způsob, jakým kategorizuje antisemitské incidenty. Její nová metodika zahrnula mnoho propalestinských protestů do každoročního auditu antisemitismu, který zaznamenal velký nárůst oproti předchozímu roku. ADL naopak tvrdí, že...je to smutný vývoj pro výzkum a vzdělávání, ale ADL se nenechá zastrašit v našem odvěkém boji proti antisemitismu a všem formám nenávisti.
Koncem ledna 2025 rozhodl Arbitrážní výbor na základě hlasování o zákazu editací pro 8 uživatelů. Důvodem je rušivé jednání těchto uživatelů. Arbitrážní výbor těmto uživatelům zakázal přístup do tematické oblasti izraelsko-palestinského konfliktu. Z 8 uživatelů, kterým byl přístup zakázán, je 6 propalestinských a 2 proizraelští.

## Situace v Česku
Podle Global voices... vyjadřují čeští politici i česká média neochvějnou podporu Izraeli a izraelskému lidu. Tato podpora přetrvává i přes izraelskou reakci na Gazu, která v podstatě decimuje civilní obyvatelstvo. Postoj politiků se odráží i v českých médiích, včetně těch veřejnoprávních. Podle propalestinských aktivistů je problémem, že v případě podpory Palestinců... média mají tendenci označovat podporu Palestiny za podporu Hamásu a terorismu, když o ní informují.
Někteří uživatelé českých sociálních sítí vyzývali ke genocidě Palestinců v Gaze. Starosta pražských Řeporyjí Pavel Novotný označil Palestince za „opice“ a „zrůdy“ a vyzval k jejich „vybombardování“. Podle některých komentátorů vnímá část české veřejnosti izraelsko-palestinský konflikt značně černobíle.
Z proizraelské zaujatosti byla obviněna také česká soukromá i veřejnoprávní média. Závěry analýzy Masarykovy univerzity, kterou si nechala zpracovat Česká televize, uváděly, že vysílání ČT mohlo přispět k polarizaci veřejnosti, ignorovalo širší souvislosti a k palestinské straně přistupovalo dehumanizujícím způsobem. Generální ředitel ČT Jan Souček výsledky analýzy odmítl, odmítl analýzu zveřejnit a autory bez předložení důkazů obvinil ze zaujatosti. Ti následně žádali omluvu. Podle něj nelze hodnotit situaci bezprostředně po teroristickém útoku stejnou optikou jako dnes, nýbrž prizmatem tehdejší doby pokud jde o dostupnost zdrojů. Česká televize si následně nechala zpracovat druhou analýzu od Centra pro mediální studia (CEMES) Fakulty sociálních věd Univerzity Karlovy, která již pro ČT vyzněla pozitivněji. Podle ní „Česká televize dostála (...) svému poslání zakotveném v legislativních a etických normách i Kodexu ČT“ a umožnila „svobodné šíření, výměnu, případně konfrontaci informací, názorů a postojů a (...) poskytla informace důležité pro jejich všestrannou orientaci a svobodné utváření názorů.“ České televizi tato analýza naopak vytkla přílišnou míru násilí v audiovizuálních materiálech, kdy zejména se záběry násilných činů natočených během útoku Hamásu, záběry obětí, mrtvých a raněných by mohlo být zacházeno citlivěji. Obě analýzy Česká televize zveřejnila ke konci dubna 2024 na svém webu.
Koncem října 2023 vzbudilo kontroverzi vystřižení rozhovoru s českou designérkou s palestinskými kořeny Yarou Abu Aataya z pořadu České televize 168 hodin. Česká televize se k celé situaci vyjádřila až po dotazech jiných médií, kdy uvedla, že nebylo možné do pořadu zahrnout všechen natočený materiál. Aataya po medializaci dostala prostor v jiných médiích (například na Aktuálně.cz). V prosinci 2023 publikoval rozhovor s Aataya také zpravodajský server Novinky.cz. Po dvou hodinách byl článek z webu stažen. Jednu z autorek, Magdalenu Matouškovou, následně za rozhovor z Novinek.cz vyhodili. Vedení redakce ukončení spolupráce údajně odůvodnilo tím, že rozhovor byl podle nich propalestinský.
Ve středu 15. května 2024 se před Českou televizí (ČT) konala demonstrace proti způsobu, jímž ČT jakožto veřejnoprávní instituce dlouhodobě informovala o dění v Palestině a Izraeli. Demonstraci s názvem Proti normalizaci izraelské genocidy Českou televizí zorganizovala iniciativa Ne naším jménem v den zasedání Rady ČT. Demonstrace se účastnilo několik desítek lidí. O den dříve iniciativa odevzdala stížnost Radě ČT. Další demonstrace před Českou televizí se konala 16. června 2024, kdy protestující vyjádřili nespokojenost se zpravodajstvím veřejnoprávní televize ohledně obětí na straně civilního obyvatelstva v Pásmu Gazy. Protestu se účastnilo kolem dvou set osob.
V prosinci 2023 se dozorová Rada ČTK zabývala stížností bývalé ministryně a místopředsedkyně Rady ČTK Michaely Marksové, že agentura ČTK neoznačuje Hamás coby „teroristické“ hnutí, ale pouze jako „militantní“ nebo „radikální“ hnutí. V usnesení se Rada ČTK shodla, že stížnosti vyhoví a agentuře doporučila označovat Hamás za teroristické hnutí. Usnesení vyvolalo spor mezi ředitelem agentury Jaroslavem Kábelem a zejména členem Rady ČTK Danielem Kortem (TOP09). Kábele následně udělal kompromis a vydal pokyn, aby redaktoři používali pojem „teroristické hnutí“ stejně jako „militantní“ či „radikální“. V červnu spor rozdmýchal redaktor serveru Novinky.cz, který uvedl, že ČTK stále téměř nepoužívá spojení „teroristické hnutí“ a naopak stále využívá spojení „radikální hnutí“. Proti tomu se ohradila šéfredaktorka ČTK Radka Matesová Marková, která uvedla, že metodologie redaktora Novinek byla „pochybná“ a že zprávy agentury jsou objektivní a neutrální. Předseda Rady ČTK David Soukup (ANO) následně potvrdil, že členové Rady ČTK mají k vedení agentury v této věci stále pochyby a že se věcí budou zabývat. Následně se Rada ČTK shodla na provedení analýzy zpravodajství ČTK během války Izraele s Hamásem.
V květnu 2025 ČTK zveřejnila v servisu ČTK tiskovou zprávu Městské části Praha 1 o vyvěšení palestinské vlajky na radnici. Text po dvaceti minutách stornovali, jelikož šlo o falešnou zprávu aktivistů, kteří z radnice sundali izraelskou vlajku a vyvěsili palestinskou. Aktivisté zaslali ČTK falešnou tiskovou zprávu podepsanou představiteli městské části. ČTK se za publikování zprávy omluvila. Městská část Praha 1 uvedla, že chystá trestní oznámení na neznámého pachatele.

## Šíření hoaxů a fake news
Odborníci z projektu Bellingcat, think tanku Atlantic Council nebo Kalifornské univerzity v Berkeley od počátku konfliktu upozorňovali, že příval virálních dezinformací spojených s válkou byl bezprecedentní. Podle nich převažovala tradiční praktika sdílení reálných fotografií nebo videí a jejich zasazování do vymyšlených kontextů. V menší míře byly používány také obrázky vytvořené umělou inteligencí s cílem rozšířit pochyby o tom, co je pravé. Podle expertů šíření dezinformací napomohla délka izraelsko-palestinského konfliktu, která historicky vytvořila názorově silně vyhraněné polarizované skupiny.
Hoaxy a fake news, včetně manipulovaných videí se začaly šířit na sociálních sítích od začátku konfliktu. Sociální sítě X (dříve Twitter), Telegram, Meta či TikTok byly kritizovány za nízkou míru regulace a potlačování falešných účtů či reálných účtů dezinformátorů šířících protipalestinské a protiizraelské či protižidovské narativy. Šířily se zprávy bagatelizující násilí během útoku Hamásu v Izraeli 7. října či míru utrpení palestinského obyvatelstva během izraelských útoků. Vzedmutí popularity znovu získal hastag pallywood (s odkazem na Hollywood) vinící Palestince z manipulace s médii, překroucení skutečností a naprostý podvod palestinských Arabů a jiných Arabů … s cílem získat veřejnou podporu proti Izraeli. Objevila se videa projevů některých státníků opatřená titulky, které neodpovídaly skutečnému projevu a využívaly neznalost daného jazyka mezi sludujícími (např. ruštiny, korejštiny, arabštiny či perštiny).
Sociální síť X byla kritizována, že ji po změně ve vedení zaplavily dezinformace. Síť X pod vedením Elona Muska zrušila dřívější ověřování účtů a modrý odznak, který v minulosti značil ověřený účet, nabízela za předplatné, které bylo spojené i se zvýšenou viditelností obsahu při vyhledávání nebo v komentářích. Firma také výrazně zmenšila týmy pro moderování obsahu, omezila možnosti akademiků a dalších expertů monitorovat dění na platformě a spustila program sdílení reklamních zisků, který podle některých komentátorů motivoval tvůrce k rychlému šíření nepotvrzených informací.

### Příklady
- Po útoku Hamásu na izraelské obce bylo zdokumentována řada násilných činů spáchaných ozbrojenci na civilistech. Některé informace šířené médii či na sociálních účtech se ukázaly jako nepravdivé. Známý je případ desítek dětí, kterým ozbrojenci Hamásu stínali hlavy, či je svázané upalovali. Informaci jako první sdělil izraelské televizní stanici izraelský armádní důstojník a potvrdili ji i někteří členové ZAKA, ultraortodoxní židovské společnosti, jejíž členové vyzvedávají těla po teroristických útocích. Na sociálních sítích se následně objevily informace o sťatých, upálených či oběšených dětech. Izraelský premiér B. Netanjahu následně předal tuto informaci americkému ministru zahraničí A. Blinkenovi. Podle izraelského Národního pojišťovacího institutu, vůdců kibuců a policie bylo ve skutečnosti zabito jedno desetiměsíční dítě, další dítě zemřelo krátce po porodu, když jeho těhotná matka byla Palestinci střelena do břicha. Pět dětí ve věku do 6 let bylo zabito v některých z napadených kibuců, 14 dětí ve věku 12 - 15 let bylo zabito při raketovém ostřelování izraelských měst. Mluvčí IOS později sdělil, že... informace o dětech oběšených na prádelních šňůrách se neslučují s realitou a důstojníci by neměli popisovat události, jež jsou nejasné. Vyšetřování zpochybnilo i tvrzení jednoho ze zaměstnanců ZAKA o skupině svázaných a upálených dětí. Tvrzení svých členů později ZAKA vysvětlovala s tím, že... její zaměstnanci nemají znalosti o patologii a... nejsou způsobilí k vydávání prohlášení. Tyto chybné informace byly později některými z popíračů používány pro zpochybnění dalších násilností spáchaných příslušníky Hamásu a Palestinského islámského džihádu.[101] Dezinformace o sťatých, upálených či upečených dětech v říjnu a na začátku listopadu 2023 sdíleli premiér Petr Fiala (ODS), náčelník generálního štábu české armády Karel Řehka nebo ředitelka Herzlova centra izraelských studií Irena Kalhousová.[102][103][104][105] Dezinformace o sťatých dětech šířil v prvních týdnech po útoku také americký prezident Joe Biden, ačkoliv administrativa Bílého domu poté jeho slova korigovala a vysvětlovala, že byla nepřesnou emotivní reakcí na zprávy podané premiérem Netanjahuem.[106] Izrael přitom již 11. října 2023 uvedl, že takové zprávy nemůže potvrdit.[107]

- Oficiální účet Státu Izrael na síti X 13. října 2023 zveřejnil video s mrtvým palestinským dítětem zabaleným do látky s tím, že se jedná o panenku. Následným pátráním bylo zjištěno, že se skutečně jednalo o mrtvé palestinského chlapce Omara Bilala al-Bannyho zabitého při izraelském bombardování Gazy. Další video zveřejněné na Facebooku a X ukazuje řadu palestinských těl přikrytých bílou látkou. Doprovodný text upozorňuje, že se těla hýbají a obviňuje Hamás z šíření nepravd. Ve skutečnosti se jedná o oběti studentských nepokojů v Egyptě, v roce 2013.[108]

- V listopadu 2023 izraelská armáda na svém oficiálním profilu na sociálních sítích sdílela video, ve kterém tvrdila, že pod dětskou nemocnicí Rantisi v Gaze nalezla rozpis stráží rukojmích. Po analýze nápisů v arabštině se ale ukázalo, že šlo o pouhý kalendář.[109]

- V listopadu 2023 se na sociálních sítích virálně šířilo video údajné sestry z nemocnice Šífa, která tvrdila, že nemocnici obsazuje Hamás a krade jídlo, léky a palivo. Analýzou videa se ale přišlo na to, že jde o nahrané video, které nebylo natočené v Gaze.[110]

- V listopadu 2023 Izrael zveřejnil fotografie a videa z rozsáhlého tunelu pod nemocnicí Šífa. Izrael tvrdil, že šlo o velitelské místo Hamásu, pro což ale nedodal dostatek důkazů. Vedle toho se na sociálních sítích začal šířit narativ, že nešlo o tunel Hamásu, ale podzemní prostory, které pod nemocnicí postavil Izrael v roce 1982. Z analýzy vyplynulo, že Izrael skutečně pod nemocnicí v osmdesátých letech postavil podzemní prostory, ale zveřejněné záznamy pocházely z jiného místa, které pravděpodobně skutečně bylo tunelem Hamásu.[111][112]

- Ve dvou videích je palestinský muž který je zraněný na nemocničním lůžku a dle doprovodného tvrzení je druhý den zázračně zdravý. Ve skutečnosti se jedná o dva rozdílné muže, navíc video se zraněným mužem je ze srpna 2023. V doprovodném obrázku k vyvěšení černí vlajky s arabským nápisem na Velké mešitě v Íránu se píše, že nápis vyzývá muslimy ke svaté válce. Ve skutečnosti podle znalců arabštiny a muslimského náboženství se jedná o výrok z Koránu, který vyjadřuje podporu palestinskému lidu. Pro výzvu ke svaté válce by byl použit jiný verš z Koránu. Ve videoklipu katarský vládnoucí emír, šejk Tamím bin Hamád Al Tháni tvrdí, že... pokud Izrael neukončí bombardování Pásma Gazy, zastaví Katar dodávky zemního plynu a způsobí celosvětovou krizi. Emír ve skutečnosti nic takového neřekl a video obsahuje část jeho projevu z roku 2017.[113]

- V souvislosti s masakrem ze 7. října se objevilo video doprovázené tvrzením, že palestinský dav lynčuje mladou Izraelku. Ve skutečnosti se jednalo o video lynče mladé dívky v Guatemale v roce 2015. Výhružkám za podporu Izraele čelila zpěvačka Pink, když na svém koncertě vyvěsila modrobílé vlajky. Podle jejího vyjádření se ale jednalo o maorské vlajky Poi.[114]

- Americký ultrapravicový influencer Jackson Hinkle na svém profilu na síti X s miliony zhlédnutí tvrdil, že ozbrojenci Hamásu zabili při svém útoku 7. října 2023 méně než 100 osob, většinou ozbrojených osadníků. Dále tvrdil, že více než polovina zabitých Izraelců byli vojáci, kteří zahynuli při palestinském ostřelování izraelských tanků.[108]

- Na síti X se objevilo video americkými vojáky vystupujícími z letadla. Popis tvrdí, že se jedná o americkou námořní pěchotu dopravenou během války do Izraele a varující před zahájením 3. světové války. Ve skutečnosti je video z roku 2022 a zachycuje příslušníky americké armády přilétající do Rumunska na spojenecké cvičení NATO. V příspěvku tvářícímu se jako oficiální stanovisko izraelské armády na Facebooku se Izrael přiznává k útoku na nemocnici Al Alí v Gaze ze 17. října 2023. Ve skutečnosti je příspěvek fake, izraelská armáda takový příspěvek nikdy nezveřejnila a svou účast na zásahu nemocnice popírala. [113]

- Na sociálních sítích se objevilo video ze španělského Madridu obsahující záběry na velkou demonstraci. Podle komentáře se mělo jednat demonstraci na podporu Palestinců. Ve skutečnosti se jednalo o protestní demonstraci proti udělení amnestie katalánským separatistům.[115] Objevila se videa ruského prezidenta Vladimíra Putina v titulcích varujícího před americkým zasahováním do konfliktu či tureckého prezidenta Tayyipa Erdogana také varujícího USA a prohlašujícího, že Turecko je... připraveno bránit Palestinu za každou cenu. V obou videích přiložené titulky neodpovídaly skutečnému sdělení obou státníků.[114]

- Příkladem je také zneužití záběrů z natáčení krátkometrážního filmu Empty Place z roku 2022. Různé účty tyto záběry chlapce v kaluži umělé krve, které s probíhajícím konfliktem neměly nic společného, sdílely s různými popisky a usilovaly o navození dojmu, že na videu lze vidět natáčení falešných videí o vraždění Izraelců či Palestinců, která měla zneužívat ve své propagandě druhá strana.[116][97]

- Populární byly například i záběry z protestu proti egyptské vládě z roku 2013, při němž lidé zabalení v dekách na zemi simulovali mrtvoly. Dezinformátoři je opakovaně sdíleli s popiskem, že jde o výsledek práce Hamásu, který se měl snažit nafingovat video obětí izraelských útoků.[97]

- Účty na X napojené na Hamás také sdílely například zcela zjevně umělou inteligencí vytvořený obrázek, který měl ukazovat fotbalové fanoušky na stadionu v Madridu podporující Palestinu.[97]

- Typickou ukázkou dezinformace byla exploze u nemocnice v Gaze, z níž Hamás obvinil Izrael, tvrdil, že zahynulo „až pět set civilistů“, a západní média mu uvěřila. Nakonec se ukázalo, že šlo o špatně odpálenou raketu teroristů, která zabila zhruba padesát lidí. Další dezinformací mělo být video o útoku Izraele na dětskou nemocnici v Gaze bombami s bílým fosforem, šlo ale o záběry z roku 2016 ze Sýrie.[117]

- Na sociální síti TikTok se objevilo video mužů přistávajících na paraglidech a kluzácích s komentářem, že se jedná o příslušníky Hamásu útočící na hudebním festivalu v Re´im. Ve skutečnosti se jednalo o video z 27. září 2023, na kterém bylo natočeno přistání egyptských sportovců na stadionu fotbalového klubu El Nasr v Káhiře, v Egyptě.[118]

- V květnu 2024 kolovalo na sociálních sítích video rozčileného herce Roberta De Nira, který měl křičet na propalestinské demonstranty a hájit Izrael. Ve skutečnosti šlo o video z natáčení jeho nového seriálu Zero Day pro Netflix, který o konfliktu mezi Izraelem a Hamásem nepojednává.[119]

- V červnu 2024 izraelská armáda zveřejnila videozáznam pořízený v květnu dronem nad skladištěm UNRWA, který zachytil ozbrojené muže pohybující se po pozemku organizace a kolem jejích vozidel. Podle ministra zahraničních věcí Izraele Jisra'ele Kace šlo o důkaz, že UNRWA spolupracuje s Hamásem. UNRWA uvedla, že podle záznamu šlo o skladiště v Rafahu, které v době natočení záznamu bylo opuštěno z důvodu Izraelem nařízené evakuace části města. Při bližší analýze se ukázalo, že ozbrojení muži mohli být členy ochranky, kterou si UNRWA najímá k ochraně humanitární pomoci.[120]

## Izraelský program Koncert (Hlasy Izraele)
Podle investigativní reportáže britského deníku The Guardian z konce června 2024 se izraelská vláda snažila ovlivňovat americkou debatu ohledně války v Gaze a současně usilovala o redefinici antisemitismu v americkém právu. V listopadu 2023 ministr za stranu Likud Amichai Chikli poslancům při tajné prezentaci představil propagační kampaň, která je oddělená od tradičního PR izraelské vlády, jejímž cílem je bojovat proti kritikům izraelské vlády v zahraničí, zejména ve Spojených státech. Součástí této kampaně podle deník ubylo až osmdesát programů. Mělo jít o obnovení kontroverzního izraelského vládního programu původně známého jako Kela Shlomo. Ten byl vytvořen za účelem realizace takzvaných „aktivit kolektivního vědomí“ zaměřených převážně na Spojené státy a Evropu. Jedna ze spolupracujících organizací byl Institut pro studium globálního antisemitismu a politiky, který měl dodávat studie a data pro atgumenty o zvyšujícím se antisemitismu mezi americkými studenty. Další spolupracující organizací byla CyberWell, dezinformační agentura, kterou vedli bývalí představitelé izraelské vojenské rozvědky a úředníci z programu Hlasy Izraele. CyberWell pomáhala firmám Meta nebo TikTok s regulováním obsahu. Deníky Ha'arec a The New York Times navíc odhalily, že Chikliho ministerstvo také použilo služby PR agentury k utajenému nátlaku na americké zákonodárce. Tato agentura využívala stovky falešných účtů, které zveřejňovaly proizraelský nebo protimuslimský obsah na sociálních sítích X, Facebook a Instagram. Organizace se také snažily změnit právní definici antisemitismu v USA, kde v květnu 2024 Sněmovna reprezentantů schválila návrh zákona. Ten zakotvuje definici antisemitismu (spojující antisionismus a kritiku vlády Izraele s antisemitismem) do standardů ministerstva školství.